# 巴甫利夫卡 (茲韋尼霍羅德卡區)
49°5′17″N 31°5′13″E / 49.08806°N 31.08694°E
巴甫利夫卡（烏克蘭語：Павлівка）是位於烏克蘭中部的村莊，由切爾卡瑟州茲韋尼霍羅德卡區的茲韋尼霍羅德卡市鎮負責管轄。該村始建於1813年，面積0.64平方公里，海拔高度166米，2009年人口85，人口密度每平方公里178.1人。